# Leonardo Piepoli
Leonardo Piepoli (født 29. september 1971) er en italiensk tidligere landevejscykelrytter som cyklede for ProTour-holdet Saunier Duval-Scott fra 2004 til 2008. Under Tour de France i 2008 testede han positiv for CERA, ligesom Riccardo Ricco. Han har vundet det spanske endagsløb Subida a Urkiola fire gange, noget som er rekord. Han er en dygtig bjergrytter, hvilket han beviste under Giro d'Italia 2006, hvor han vandt to etaper.

## Eksterne links
- Wikimedia Commons har flere filer relateret til Leonardo Piepoli
- Leonardo Piepolis profil hos UCI (engelsk)
- Leonardo Piepolis profil på CycleBase (engelsk)
- Leonardo Piepolis profil på Cykelsiderne
- Leonardo Piepolis profil på Cycling Quotient (engelsk)
- Leonardo Piepolis profil på ProCyclingStats (engelsk)
- Leonardo Piepolis profil på FirstCycling